# سجل صحي شخصي
سجل صحي شخصي هو سجل صحي يحتفظ فيه المريض بالبيانات الصحية وغيرها من المعلومات المتعلقة برعايته. يتعارض هذا مع السجل الطبي الإلكتروني الأكثر استخدامًا والذي تديره مؤسسات (مثل المستشفيات) ويتضمن بيانات يُدخلها الأطباء (مثل بيانات الفواتير) لدعم طلبات التأمين. الهدف من السجل الصحي الشخصي تقديم ملخص كامل ودقيق عن التاريخ الطبي للفرد، والذي يمكن الوصول إليه عبر الإنترنت. قد تتضمن البيانات الصحية على السجل الصحي الشخصي النتائج التي أبلغ عنها المريض، ونتائج المختبر، وبيانات من أجهزة مثل الموازين الإلكترونية اللاسلكية أو (تُجمع بشكل تلقائي) من الهاتف الذكي.

## التعريف
لا يعد مصطلح «السجل الصحي الشخصي» جديدًا. استُخدم المصطلح منذ يونيو عام 1978، وفي عام 1956. يمكن تطبيق مصطلح «السجل الصحي الشخصي» على كل من النظم الورقية والمحوسبة. أشار الاستخدام في أواخر 2010 إلى تطبيق إلكتروني يُستخدم لجمع وتخزين البيانات الصحية.

في أوائل العقد الأول من القرن العشرين، بدأت منظمات الرعاية الصحية في اقتراح تعاريف رسمية للمصطلح. فمثلًا:
السجل الصحي الشخصي هو مجموعة من الأدوات القائمة على الإنترنت، تتيح للأفراد الوصول إلى المعلومات الصحية مدى الحياة وتنسيقها وإتاحة الأجزاء المناسبة منها لمن يحتاجون إليها. تقدم السجلات الصحية الشخصية نظرة متكاملة وشاملة للمعلومات الصحية، بما في ذلك المعلومات التي يقدمها الأفراد، مثل الأعراض واستخدام الأدوية، ومعلومات من الأطباء مثل التشخيص ونتائج الفحوصات، ومعلومات من الصيدليات وشركات التأمين الخاصة بهم. - مجموعة العمل الخاصة بالصحة الشخصية التابعة لمؤسسة ماركل، كونيكتينغ فور هيلث.
يجب ملاحظة أن السجلات الصحية الشخصية ليست هي نفسها السجلات الصحية الإلكترونية  أو السجلات الطبية الإلكترونية، وهي أنظمة برمجية مصممة للاستخدام من قبل مقدمي الرعاية الصحية. كالبيانات المكتوبة في السجلات الطبية الورقية، تكون البيانات الواردة في السجلات الصحية الإلكترونية عبارة عن ملاحظات قانونية عن الرعاية المقدمة من قبل الأطباء للمرضى. لكن عمومًا، لا يوجد قانون يتطلب من المرضى تتبع بياناتهم الصحية. مثل السجلات الصحية الإلكترونية والسجلات الطبية الإلكترونية، قد تظل السجلات الصحية الشخصية ضمن النطاق التنظيمي للحكومات، اعتمادًا على مصدرها، ولكن ما زالت تفتقر إلى الحماية التنظيمية الصارمة لبياناتها في عدة أجزاء من العالم.

يمكن أن تحتوي تقارير السجلات الصحية الشخصية على مجموعة متنوعة من البيانات، بما في ذلك على سبيل المثال لا الحصر:
- الحساسية والتفاعلات الدوائية الضارة
- الأمراض المزمنة
- التاريخ الطبي للعائلة
- الأمراض ودخول المستشفيات
- تقارير التصوير (مثل التصوير بالأشعة السينية)
- نتائج الفحوصات المخبرية
- الأدوية والجرعات
- سجل الوصفة
- العمليات الجراحية وغيرها من الإجراءات
- اللقاحات
- ملاحظات الحياة اليومية

توجد طريقتان يمكن أن تصل بهما البيانات إلى السجل الصحي الشخصي. يمكن للمريض إدخالها مباشرةً، إما عن طريق الكتابة في حقول الإدخال أو تحميل/نقل البيانات من ملف أو موقع إلكتروني آخر. والطريقة الثانية هي ربط السجل الصحي الشخصي بالسجل الصحي الإلكتروني، والذي يحدّث السجل الصحي الشخصي تلقائيًا. لا تملك كل السجلات الصحية الشخصية نفس القدرات، وقد تدعم السجلات الصحية الشخصية الفردية إحدى هذه الطرق أو جميعها.
بالإضافة إلى تخزين معلومات الصحة الشخصية للفرد، توفر بعض السجلات الصحية الشخصية خدمات ذات قيمة مضافة، مثل التحقق من التداخلات بين الأدوية، والرسائل الإلكترونية بين المرضى ومقدمي الخدمات، وإدارة المواعيد، والتذكيرات.

## الفوائد
تمنح السجلات الصحية الشخصية للمرضى إمكانية الوصول إلى مجموعة واسعة من مصادر المعلومات الصحية وأفضل الممارسات الطبية والمعلومات الصحية. يتم تخزين جميع السجلات الطبية للفرد في مكان واحد بدلاً من الملفات الورقية في عيادات الأطباء المختلفة. عند مواجهة حالة طبية، يمكن للمريض الوصول بشكل أفضل إلى نتائج الفحوصات، والتواصل مع الأطباء، وتبادل المعلومات مع الآخرين الذين يعانون من نفس الحالة.
علاوةً على ذلك، يمكن أن يستفيد الأطباء من السجلات الصحية الشخصية. تقدم السجلات الصحية الشخصية للمرضى إمكانية تسجيل بياناتهم في السجلات الصحية الإلكترونية لدى الأطباء. قد يساعد ذلك الأطباء على اتخاذ قرارات علاجية أفضل من خلال توفير المزيد من البيانات المستمرة، ما يؤدي إلى تحسين الكفاءة في الرعاية. ومع ذلك، قد يكون لدى بعض الأطباء مخاوف بشأن المعلومات التي يدخلها المريض ودقتها.
تمتاز السجلات الصحية الشخصية بالقدرة على المساعدة في تحليل الملف الصحي للفرد وتحديد التهديدات الصحية وفرص التحسين بناءً على تحليل التداخلات الدوائية وأفضل الممارسات الطبية الحالية والفجوات في خطط الرعاية الطبية الحالية وتحديد الأخطاء الطبية. يمكن تتبع أمراض المرضى بالتعاون مع مقدمي الرعاية الصحية، ويمكن تعزيز التدخلات المبكرة في حال انتكاس الحالة الصحية. تعمل السجلات الصحية الشخصية أيضًا على تسهيل رعاية الأطباء لمرضاهم عن طريق تسهيل التواصل المستمر بدلاً من الاعتماد على الحوادث العرضية. يمكن أن يؤدي التخلص من حواجز التواصل والسماح بتدفق الوثائق بين المرضى والأطباء في الوقت المناسب إلى توفير الوقت الذي تستهلكه اللقاءات المباشرة والاتصالات الهاتفية. يمكن أن يؤدي تحسين التواصل أيضًا إلى تسهيل العمليات على المرضى ومقدمي الرعاية من طرح الأسئلة، وتحديد المواعيد، وطلب إعادة ملء الوصفات والإحالات، والإبلاغ عن المشكلات. بالإضافة إلى ذلك، في حالة الطوارئ، يمكن للسجل الصحي الشخصي توفير المعلومات الهامة بسرعة لتأمين التشخيص أو العلاج المناسب.

## الخصوصية والأمن
إحدى أكثر القضايا إثارةً للجدل في السجلات الصحية الشخصية هي تهديد التكنولوجيا لخصوصية المعلومات الصحية المحمية للمريض. أصبحت عمليات اختراق شبكات أجهزة الكمبيوتر أكثر شيوعًا، وبالتالي يمكن لتخزين المعلومات الطبية عبر الإنترنت أن يسبب الخوف من اختراق المعلومات الصحية من قبل أفراد غير مخولين. بالإضافة إلى الطول والوزن وضغط الدم وغيرها من المعلومات الكمية عن جسم المريض، يمكن للسجلات الطبية أن تكشف عن معلومات حساسة للغاية. ويشمل ذلك الخصوبة والإجراءات الجراحية والاضطرابات العاطفية والنفسية والأمراض التي يحجم الكثير من المرضى عن مشاركتها حتى طواعية.
توجد تهديدات مختلفة لسرية معلومات المريض:
الكشف العرضي
أثناء عمليات النقل الإلكترونية المتعددة للبيانات إلى كيانات مختلفة، يمكن للموظفين الطبيين ارتكاب أخطاء عفوية تتسبب في الكشف عن البيانات.
فضول من الداخل
قد يستغل العاملون في المجال الطبي إمكانية وصولهم إلى معلومات المرضى بدافع الفضول أو لغرض آخر.
تبعية من الداخل
قد يسرب العاملون في المجال الطبي المعلومات الطبية الشخصية بسبب ضغينة أو فائدة أو انتقام أو لأغراض أخرى.
استخدام ثانوي غير مضبوط
يمكن لأولئك الذين يملكون حق الوصول إلى معلومات المريض فقط بغرض دعم الرعاية الأولية استغلال ذلك لأسباب غير مدرجة في العقد، مثل البحث.
تدخل خارجي
يمكن للموظفين السابقين أو المتسللين إلى الشبكة أو المخترقين أو غيرهم الوصول إلى المعلومات وسرقتها وسرقة الأجهزة وتعطيل الأنظمة والعمليات.